# Felsőjánosfa
Felsőjánosfa è un comune dell'Ungheria di 213 abitanti (dati 2001). È situato nella contea di Vas.